# Silvaecultura tropica et subtropica
Silvaecultura tropica et subtropica byl odborný časopis z oblasti lesního hospodářství vydávaný mezi lety 1969–1988 na půdě Vysoké školy zemědělské v Praze (VŠZ), dnes České zemědělské univerzity v Praze. Časopis se zabýval různými aspekty lesního hospodářství, hlavně entomologií a ochranou rostlin, lesním hospodářstvím a šlechtěním a školkařstvím. Byl vydáván Výzkumným lesnickým ústavem při VŠZ v Praze (vydavatel se s časem měnil) v angličtině s resumé v ostatních světových jazycích včetně češtiny. Celkem vyšlo 12 čísel a náklad činil 300-600 výtisků za číslo ve formátu B4. Byl distribuován do celého světa a obsahoval články českých expertů působících na rozvojových projektech v cizině a také závěry výzkumných zpráv vědců z oboru.
Podobným časopisem, který vznikl na půdě VŠZ v Praze byl pro obor zemědělství časopis s  názvem Agricultura tropica et subtropica, který vychází čtvrtletně do současnosti.